# Supal
Supal (mađ. Porrogszentpál) je selo u južnoj zapadnoj Mađarskoj.
Zauzima površinu od 3,54 km četvorna.

## Zemljopisni položaj
Nalazi se na 46° 17′ 25,84″ sjeverne zemljopisne širine i 17° 0′ 43,6″ istočne zemljopisne dužine. 
Bikežda i Šur su sjeverozapadno, Nemespátró je sjeverno-sjeverozapadno, Agnezlački arboretum je sjeveroistočno, Porrog je istočno, Sekral jugoistočno, Đikeniš južno, Zakon i Zákányfalu jugozapadno.

## Upravna organizacija
Nalazi se u Čurgujskoj mikroregiji u Šomođskoj županiji. Poštanski broj je 8858.

## Promet
2,5 km južno od sela prolazi željeznička pruga Velika Kaniža – Pečuh. 

## Stanovništvo
Supal ima 103 stanovnika (2001.). Skoro svi su Mađari.

## Vanjske poveznice
- (mađarski) Porrogszentpál a Vendégvárón  Arhivirana inačica izvorne stranice od 26. rujna 2012. (Wayback Machine)